# (31153) Enricaparri
(31153) Enricaparri est un astéroïde de la ceinture principale.

## Description
(31153) Enricaparri est un astéroïde de la ceinture principale. Il fut découvert le 26 octobre 1997 à Cima Ekar par Giuseppe Forti et Maura Tombelli. Il présente une orbite caractérisée par un demi-grand axe de 2,29 UA, une excentricité de 0,18 et une inclinaison de 6,1° par rapport à l'écliptique.